# Liste der Kulturdenkmale in Colmnitz (Großenhain)
In der Liste der Kulturdenkmale in Colmnitz sind die Kulturdenkmale des Großenhainer Ortsteils Colmnitz verzeichnet, die bis Dezember 2020 vom Landesamt für Denkmalpflege Sachsen erfasst wurden (ohne archäologische Kulturdenkmale). Die Anmerkungen sind zu beachten.
Diese Aufzählung ist eine Teilmenge der Liste der Kulturdenkmale in Großenhain.

## Colmnitz
| Bild                                    | Bezeichnung                                                                                                 | Lage                              | Datierung                                                                                        | Beschreibung | ID       |
| --------------------------------------- | --- | --------------------------------- | ------------------------------------------------------------------------------------------------ | --- | -------- |
| Direkt Bild zu diesem Denkmal hochladen | Wohnstallhaus (mit Backhaus an Rückseite) eines Dreiseithofes                                               | Colmnitzer Dorfstraße 1 (Karte)   | 1. Hälfte 19. Jahrhundert                                                                        | Fachwerk-Wohnstallhaus, weitgehend original erhaltener, zeit- und landschaftstypischer Bau mit baugeschichtlicher und siedlungsgeschichtlicher Bedeutung. Erdgeschoss massiv, Obergeschoss Fachwerk, Sandsteinfenstergewände, im Obergeschoss originale Fenster, Rückseite massiv, mit Backofen aus Bruchstein und Satteldach mit Biberschwanzdeckung, Satteldach, Rückseite Frackdach | 08958853 |
| Direkt Bild zu diesem Denkmal hochladen | Seitengebäude eines Dreiseithofes                                                                           | Colmnitzer Dorfstraße 4 (Karte)   | 1. Hälfte 19. Jahrhundert                                                                        | Fachwerk-Seitengebäude, zum Teil verbrettert, einzig denkmalrelevanter Bestandteil des Bauernhofes mit baugeschichtlicher und siedlungsgeschichtlicher Bedeutung. Erdgeschoss massiv, Obergeschoss Fachwerk, Sandsteinfenstergewände, Rückseite teils Bruchstein, teils Fachwerk, verbrettert, ein Giebel massiv, der andere Fachwerk, verbrettert, Satteldach (?), Krüppelwalmdach, Dachüberstand. Ohne Ziegelanbau – massiver hinterer Gebäudeteil ? | 08958852 |
| Direkt Bild zu diesem Denkmal hochladen | Vierseithof mit Wohnstallhaus, Scheune, Seitengebäude, Schuppen an der Straße und Toreinfahrt               | Colmnitzer Hauptstraße 15 (Karte) | 1. Hälfte 19. Jahrhundert (Wohnstallhaus); 2. Hälfte 19. Jahrhundert (Seitengebäude und Scheune) | Großer Vierseithof, repräsentative, weitgehend unveränderte Hofanlage als Teil der alten Ortsstruktur, baugeschichtlich und wirtschaftsgeschichtlich von Bedeutung. - Wohnstallhaus: Erdgeschoss massiv, Obergeschoss Fachwerk, teilweise verputzt, Giebel verputzt, an Rückseite Gebäude erweitert, dort abgeschlepptes Dach, Krüppelwalm - Seitengebäude: zweigeschossiger Bruchsteinbau, verputzt, Steinfenster- und Türgewände, im Giebel Zwillingsfenster, Satteldach - Scheune: massives verputztes Gebäude mit zwei Toreinfahrten, Satteldach - Schuppen: kleines eingeschossiges verputztes Gebäude mit Satteldach - Toreinfahrt: Torpfosten mit hölzernem Hoftor | 09300248 |
| Direkt Bild zu diesem Denkmal hochladen | Kirche (mit Ausstattung), Kirchhof mit Einfriedung und Kriegerdenkmal für die Gefallenen des 1. Weltkrieges | Gartenstraße (Karte)              | 1910 (Kirche); nach 1918 (Kriegerdenkmal); 1928 (Orgel)                                          | Baugeschichtliche und ortshistorische Bedeutung. Einfache Saalkirche mit Satteldach, anstelle der abgebrochenen Kirche von 1674/1798, das Äußere schmucklos mit Rundbogenfenstern in vier Achsen, Westturm mit steilem Walmdach und Wetterfahne, Eingangsbereich auf Säulen ruhend, an der Ostseite vierseitiger Chorabschluss, Fledermausgaupen, Biberschwanz-Kronendeckung. - Evangelische Pfarrkirche (Dehio Sachsen Bd. I): Auf einer Anhöhe liegende Saalkirche mit hohem, massigem Westturm. Umbau der wohl ursprünglich gotischen Kirche 1780, das Innere 1925 und 1971 modern erneuert. Verputzter Bruchsteinbau mit geradem Ostschluss und steilem Satteldach. Der quadratische Turm mit geschweifter Haube. Das Portal, mit gesprengtem Dreieckgiebel und kleinem Obelisk, bezeichnet 1780. Im Inneren Spiegelgewölbe. - Von der ursprünglichen Ausstattung nur noch die Sandsteintaufe mit spätgotischem Maß- und Astwerk erhalten. Eule-Orgel von 1928. - Kriegerdenkmal: Granitkubus mit pyramidalem Abschluss, Eisernes Kreuz und Schwert an Schauseite, Namen der Toten | 08958851 |
| Direkt Bild zu diesem Denkmal hochladen | Wohnstallhaus eines Dreiseithofes                                                                           | Glaubitzer Weg 1 (Karte)          | bez. 1835                                                                                        | Fachwerk-Wohnstallhaus, Teil der alten Ortsstruktur, baugeschichtlich von Bedeutung. Erdgeschoss massiv, Obergeschoss Fachwerk, Sandsteinfenstergewände, Sandsteintürgewände, Schlussstein dort bezeichnet mit „G.A.S. 1835“, Giebel massiv, im Obergeschoss originale Fenster, Dachüberstand, Satteldach, Rückseite massiv, mit Frackdach. | 08958854 |
| Weitere Bilder                          | Turmholländer                                                                                               | Windmühlenweg 5 (hinter) (Karte)  | 18. Jahrhundert                                                                                  | Zeugnis für Mühlentechnik mit ortshistorischer Bedeutung. Aus Bruchsteinmauerwerk, verputzt, Sandsteinfenstergewände, Rundbogenfenster, Kegeldach, Mühlenflügel nicht mehr vorhanden. | 08958855 |

## Tabellenlegende
- Bild: Bild des Kulturdenkmals, ggf. zusätzlich mit einem Link zu weiteren Fotos des Kulturdenkmals im Medienarchiv Wikimedia Commons. Wenn man auf das Kamerasymbol klickt, können Fotos zu Kulturdenkmalen aus dieser Liste hochgeladen werden:
- Bezeichnung: Denkmalgeschützte Objekte und ggf. Bauwerksname des Kulturdenkmals
- Lage: Straßenname und Hausnummer oder Flurstücknummer des Kulturdenkmals. Die Grundsortierung der Liste erfolgt nach dieser Adresse. Der Link (Karte) führt zu verschiedenen Kartendiensten mit der Position des Kulturdenkmals. Fehlt dieser Link, wurden die Koordinaten noch nicht eingetragen. Sind diese bekannt, können sie über ein Tool mit einer Kartenansicht einfach nachgetragen werden. In dieser Kartenansicht sind Kulturdenkmale ohne Koordinaten mit einem roten bzw. orangen Marker dargestellt und können durch Verschieben auf die richtige Position in der Karte mit Koordinaten versehen werden. Kulturdenkmale ohne Bild sind an einem blauen bzw. roten Marker erkennbar.
- Datierung: Baubeginn, Fertigstellung, Datum der Erstnennung oder grobe zeitliche Einordnung entsprechend des Eintrags in der sächsischen Denkmaldatenbank
- Beschreibung: Kurzcharakteristik des Kulturdenkmals entsprechend des Eintrags in der sächsischen Denkmaldatenbank, ggf. ergänzt durch die dort nur selten veröffentlichten Erfassungstexte oder zusätzliche Informationen
- ID: Vom Landesamt für Denkmalpflege Sachsen vergebene, das Kulturdenkmal eindeutig identifizierende Objekt-Nummer. Der Link führt zum PDF-Denkmaldokument des Landesamtes für Denkmalpflege Sachsen. Bei ehemaligen Kulturdenkmalen können die Objektnummern unbekannt sein und deshalb fehlen bzw. die Links von aus der Datenbank entfernten Objektnummern ins Leere führen. Ein ggf. vorhandenes Icon  führt zu den Angaben des Kulturdenkmals bei Wikidata.